# Sausthal
Sausthal ist ein Gemeindeteil der Gemeinde Ihrlerstein im niederbayerischen Landkreis Kelheim.
Das Dorf liegt im nördlichen Landkreis Kelheim auf einer Rodungsinsel der Gemarkung Einwald. Heute ist es baulich verbunden mit dem nördlich gelegenen Rappelshofen.
Sausthal wurde 1798 vom Münchener Staatsrat Joseph Ritter von Hazzi im Paintener Forst als Kolonistensiedlung im Plan des Waldhufendorfes angelegt. Die ersten Bewohner waren bei der Gewinnung von Jurakalkstein und Grünsandstein für die Prachtbauten von König Ludwig I. tätig. Der Steinbruchbesitzer Jakob Ihrler aus Neukelheim widmete den fleißigen Arbeitern die Glocke der Dorfkapelle.
Die waldreiche Hochlage in 500 m ü. NHN im östlichen Naturpark Altmühltal ist für den Tourismus mit dem möglichen Meteoritenkrater, der Sternwarte und der Gastronomie ein bedeutender Anziehungspunkt.
Sausthal war ursprünglich ein Ort der Gemeinde Walddorf und kam am 1. Januar 1935 bei deren Neubildung zur Gemeinde Ihrlerstein.
Die örtliche Donausternwarte besteht seit 2005.